# Diamond Open Access
Diamond Open Access (DOA) ist ein Publikationsmodell, bei dem die Erstveröffentlichung einer wissenschaftlichen Publikation zu Open-Access-Bedingungen erfolgt und weder die Leser noch die Autoren Gebühren für das Lesen bzw. das Veröffentlichen bezahlen müssen. Andere Begriffe für dieses Publikationsmodell sind Platinum Open Access (bisweilen im deutschen Sprachraum auch Platin Open Access) oder Open Access commons.
Durch den Zusatz „Diamond“ wird dem Open-Access-Begriff ein Finanzierungsaspekt hinzugefügt, der bei der allgemeinen Definition von Open Access und den beiden klassischen, grundsätzlichen Einteilungen in Goldenes Open Access (Erstveröffentlichung in einem Open-Access-Medium) und Grünes Open Access (Zweitveröffentlichung auf einem institutionellen Dokumentenserver) fehlt.
Die Diamond Open Access zugrunde liegenden Publikationsinfrastrukturen befinden sich üblicherweise in akademischer Trägerschaft, sie werden z. B. durch wissenschaftliche Einrichtungen, Fachgesellschaften oder Förderorganisationen finanziert. Aus diesem Grund wird dieser Teil der wissenschaftlichen Publikationslandschaft auch als institutionelles Publizieren und beteiligte Infrastrukturen als institutionelle Publikationsdienstleister (Institutional Publishing Service Providers, IPSP) bezeichnet.
Weltweit gibt es etwa 29.000 Diamond-Open-Access-Zeitschriften, von denen etwa 13.500 im Directory of Open Access Journals (DOAJ), dem Verzeichnis für qualitätsgesicherte Open-Access-Zeitschriften, gelistet sind (Stand April 2025).
Seit 2021 unterstützen neue nationale und internationale politische Maßnahmen die Entwicklung nichtkommerzieller oder gemeinschaftsgetragener Formen des Open-Access-Publizierens, wie z. B. die UNESCO-Empfehlung zu Open Science und der „Aktionsplan für Diamond Open Access“, der von der cOAlition S gefördert wird. Diese Maßnahmen sollen zur Dekommodifizierung des wissenschaftlichen Publikationswesens beitragen.

## Begriffsbestimmung
Während der Begriff „Platinum Open Access“ seit 2007 in Gebrauch war und unter Open-Access-Aktivisten diskutiert wurde, wurde „Diamond Open Access“ wahrscheinlich 2013 erstmals eingeführt.
Alle Definitionen sind sich einig, dass Publizieren in einem Diamond-Open-Access-Medium bedeutet, dass keine Publikationsgebühren erhoben werden, also von den Autoren keine Article processing charges (APC) bzw. Book processing charges (BPC) verlangt werden. Wie die Finanzierung jedoch im Detail aussieht, ob damit grundsätzlich nichtkommerzielles, durch die Wissenschaftler selbst und nicht durch einen kommerziellen Verlag organisiertes Publizieren (wissenschaftsgeleitetes, verlagsunabhängiges Publizieren bzw. scholar-led, scholar-owned, academic-led, community-driven) verstanden wird, wird von verschiedenen Akteuren unterschiedlich definiert.
Es sind grob zwei Sichtweisen bestimmbar: Für einige Autoren ist Diamond Open Access eine Teilmenge von Gold Open Access, während andere damit einen oder mehrere der oben genannten Begriffe (wissenschaftsgeleitet, nichtkommerziell, …) verknüpfen.

## Geschichte
Bis Mitte des 20. Jahrhunderts wurde das wissenschaftliche Publizieren überwiegend in akademischer Trägerschaft organisiert, Zeitschriften wurden beispielsweise von Fachgesellschaften oder Universitäten herausgegeben. Erst nach dem Zweiten Weltkrieg setzte eine Kommerzialisierung ein, als in vielen Forschungsdisziplinen mit steigendem Publikationsaufkommen die Organisation vieler Fachzeitschriften gewinnorientiert agierenden Verlagen überlassen wurde.
Als Reaktion auf ständig steigende Publikationskosten und aufgrund neuer Möglichkeiten durch die Digitalisierung entwickelte sich ab den 1990er Jahren die Open-Access-Bewegung. Es fanden zahlreiche Neugründungen von Open-Access-Zeitschriften und ‑Verlagen statt. Bis 2005 wurde dabei Open Access mit „nichtkommerziell“ gleichgesetzt. Dann begann auch im Open-Access-Bereich die Kommerzialisierung durch die Erfindung des hybriden Modells durch Springer Open Choice und zahlreiche Neugründungen von Open-Access-Zeitschriften durch kommerzielle Verlage. Hier fanden in den darauffolgenden Jahrzehnten weitere Preissteigerungen statt, da durch die Verlagerung der Finanzierung von Abonnementmodellen hin zu Author Pays zwar Goldenes Open Access und damit der Zugang zu Forschungsergebnissen für alle verbessert werden konnte, die Organisation der Zeitschriften aber weiterhin bei kommerziellen Verlagen lag, die nun über steigende Publikationsgebühren ihre Gewinne maximieren konnten. Auch stellte sich heraus, dass durch die Einführung von APC falsche Anreize für unseriöse Open-Access-Verlage geschaffen wurden, die durch mangelnde Qualitätssicherung wissenschaftliche Integrität untergraben und dem Wissenschaftssystem als Ganzes schaden (Predatory publishing).
Daher wurden ab den 2010er-Jahren Forderungen lauter, das wissenschaftliche Publizieren insgesamt zurück in die Hände der Wissenschaftler zu geben, um den Kommerzialisierungsaspekt zu vermeiden, der für wissenschaftliche Informationen seit jeher kritisiert wurde.
Unter dem Begriff Diamond Open Access werden seitdem Publikationsmodelle verstanden, die Gold Open Access praktizieren, aber auf verschiedene Weise die Kommerzialisierung verlassen. Von der Forschungspolitik wurden diese Bestrebungen international aufgegriffen und unterstützt: 2021 empfahl die UNESCO in ihrer Open-Science-Strategie, wissenschaftsgeleitete und gemeinschaftliche Publikationsmodelle zu unterstützen. Der Action Plan for Diamond Open Access der cOAlition S wurde im März 2022 veröffentlicht.
Die Europäische Union fördert Projekte wie DIAMAS und etablierte im Januar 2025 den European Diamond Capacity Hub (EDCH).
In Deutschland fördert die Deutsche Forschungsgemeinschaft ein Konsortium, das eine Diamond-Open-Access-Servicestelle (SeDOA) aufbauen soll.
Die Deutsche Akademie der Naturforscher Leopoldina sprach sich 2025 ebenfalls für die direkte Finanzierung und Evaluierung wissenschaftlicher Publikationen durch die Wissenschaft aus.

## Bedeutung
Die Produktion von neuem Wissen kann verstanden werden als Kommunikationsprozess, der aufbaut auf vorhandenem Wissen. Aus diesem Grund sollte Wissenschaftskommunikation so ungehindert wie möglich passieren können. Diamond Open Access wird als Korrektiv für Fehlentwicklungen und zum Teil gescheiterte Strategien und Maßnahmen zur Open-Access-Transformation angesehen. Es soll der Privatisierung, Kommerzialisierung und Kommodifizierung des wissenschaftlichen Publizierens entgegentreten.

## Verbreitung und Häufigkeit
Im März 2021 wurde eine erste große Studie („The OA Diamond Journals Study“) über die Häufigkeit und Verbreitung von Diamond-Open-Access-Zeitschriften publiziert. Sie wurde von cOAalition S in Auftrag gegeben, von Science Europe finanziert und nach einer Ausschreibung an ein Konsortium von OPERAS, Sparc Europe, der Universität Utrecht, dem DOAJ, der Universität Tromsø (UiT), LIBER, OASPA, dem European Network for Research Evaluation in the Social Sciences and Humanities (ENRESSH), Redalyc-AmeliCA und dem Centre de sociologie de l’innovation (CSI) vergeben. Ziel war, die breite Vielfalt des wissenschaftlichen Publizierens zu untersuchen, die außerhalb des Bereichs der kommerziellen Großverlage stattfindet. Dabei wurde auch deren Finanzierung untersucht, organisatorische und technische Herausforderungen identifiziert und das Potenzial für Zusammenarbeit und gemeinsame Nutzung von Infrastrukturen erkundet.
Diamond-Open-Access-Zeitschriften gibt es demnach in großer Zahl, weltweit etwa 29.000. Typischerweise sind sie eher klein und publizieren weniger als 25 Artikel pro Jahr. Insgesamt publizieren sie 356.000 wissenschaftliche Artikel pro Jahr, im Vergleich dazu werden jährlich 453.000 Golden-Open-Access-Artikel publiziert, die APC-basiert sind. Diamond-Open-Access-Zeitschriften verteilen sich auf eine Vielzahl verschiedener wissenschaftlicher Disziplinen und sind weitgehend auf ehrenamtliche Arbeit, Universitäten und staatliche Finanzierung angewiesen.

## Diamond Open Access Standard (DOAS)
Im Rahmen des DIAMAS-Projekts wurde der Diamond Open Access Standard (DOAS) entwickelt. Er stellt einen übergreifenden Standard für Diamond-Open-Access-Zeitschiften vor, der sich am Aktionsplan für Diamond OA orientiert und Anforderungen und Empfehlungen für die folgenden Themenbereiche formuliert:
- Finanzierung
- Rechteinhaberschaft, Mission und Verwaltung
- Open-Science-Praktiken
- Redaktionelle Organisation, Qualitätssicherung und Wissenschaftliche Integrität
- Technische Effizienz
- Sichtbarkeit, Kommunikation, Marketing und Impact:
- Gleichberechtigung, Vielfalt, Inklusion und Zugehörigkeit (englisch equity, diversity, inclusion, belonging EDIB), Geschlechtergerechtigkeit und Vielsprachigkeit.[23]

Für Zeitschriftenbetreiber, die ihre Diamond-Open-Access-Zeitschrift hinsichtlich der Erfüllung der Standards überprüfen möchten, steht ein Self-assessment-Tool zur Verfügung.

## Kosten und Finanzierung
In der OA Diamond Journals Study von 2021 wurde ermittelt, dass mehr als die Hälfte der ca. 29.000 Open-Access-Zeitschriften für die Summe von 10.000 € oder weniger pro Jahr betrieben wird. Der Median der Kosten, die die Journale pro publiziertem Artikel aufwenden mussten, lag bei 208 $/€.
2025 wurde von der Technischen Informationsbibliothek (TIB) der Diamond Funding Navigator vorgestellt, der das Auffinden konsortialer Finanzierungsmodelle erleichtern soll. Damit sind Zusammenschlüsse verschiedener Bibliotheken gemeint, die anteilig die Kosten für den Betrieb einer Zeitschrift oder einer Schriftenreihe übernehmen, damit diese als Diamond Open Access erscheinen kann.